# 下川香苗
下川 香苗（しもかわ かなえ、1964年 - ）は、日本の小説家。岐阜県出身。
1984年、「桜色の季節」で第3回COBALT短編小説新人賞に入賞。少女漫画のノベライズも手がけている。

## 作品一覧

### オリジナル作品
- 夕やけ色のラブレター（集英社、1986年）
- 虹いろイヤリング（集英社、1986年）
- さくら色のメモリアル（集英社、1987年）
- それはキッスで始まった（集英社、1987年）
- 春いろセレナーデ（集英社、1988年）
- そしてハートに恋の風（集英社、1988年）
- 秘密の天使になげキッス（集英社、1988年）
- ハートに魔法の花束を（集英社、1989年）
- 夢いろネックレス（集英社、1989年）
- 虹と光のセシルブルー（集英社、1989年）
- あなただけしか愛せない（集英社、1990年）
- 初恋シリーズ（ポプラ社、イラスト：桃季輝実）
  - 初恋 あなたの瞳を信じたい（1990年）
  - 初恋 あなたに「好き」を言えるとき（1990年）
  - 初恋 あなたと銀の指輪に約束（1991年）
- 鳥のように、愛のように（集英社、1991年）
- 恋になれ!（集英社、1992年）
- 転校生は湖の魔術師―竜姫伝説（ポプラ社、1993年、イラスト：すもと亜夢）
- だいじょうぶ!可能性は無限大（ポプラ社、1996年）
- オルフェウスは千の翼を持つ（集英社、1997年、イラスト：矢沢あい）
- 家族の告白（ポプラ社、1998年）
- 闘いの季節（ポプラ社、1999年）
- Friends 恋愛アンソロジー（祥伝社、安達千夏・江國香織らと）
- LOVERS 恋愛アンソロジー（祥伝社、2001年、唯川恵・谷村志穂らと）
- 神様の薔薇（ワニブックス、2002年）
- 世界の歴史（集英社の学習漫画シリーズ）
- はつこい（集英社、2010年、イラスト：香魚子）

### ノベライズ作品
漫画作品ノベライズ
- マリンブルーの風に抱かれて（コバルト文庫、原作：矢沢あい）
- 天使なんかじゃない（コバルト文庫、原作：矢沢あい）
- 有閑倶楽部（コバルト文庫、原作：一条ゆかり）
  1. 有閑倶楽部
  2. 有閑倶楽部 史上最大の誘拐
  3. 有閑倶楽部 洋館のミステリー
- ご近所物語（コバルト文庫、全8巻、原作：矢沢あい）
- キャットストリート（コバルト文庫、原作：神尾葉子）
  1. キャットストリート
  2. キャットストリート 楽園からの旅立ち
- 君に届け（コバルト文庫、原作：椎名軽穂）
  1. 君に届け
  2. 君に届け〜恋に気づくとき〜
  3. 君に届け〜それぞれの片想い〜
  4. 君に届け〜好きと言えなくて〜
  5. 君に届け〜すれちがう心〜
  6. 君に届け〜告白をもういちど〜
  7. 君に届け〜あたらしい日々〜
  8. 君に届け〜ふたりだけの時間〜
  9. 君に届け〜いつもと違う夏〜
  10. 君に届け〜こころをゆらす旅〜
  11. 君に届け〜ためらいの理由〜
  12. 君に届け〜つないだ手のゆくえ〜
  13. 君に届け〜クリスマスをいっしょに〜
  14. 君に届け〜自分のまん中にあるもの〜
- 俺物語!!（コバルト文庫、全2巻、原作：河原和音、作画：アルコ）

映画ノベライズ
- 下弦の月〜ラスト・クォーター（コバルト文庫、原作：矢沢あい）
- NANA（コバルト文庫、原作：矢沢あい）
- NANA2（コバルト文庫、原作：矢沢あい）
- 天然コケッコー（コバルト文庫、原作：くらもちふさこ）
- 花より男子F（ファイナル）（コバルト文庫、原作：神尾葉子）
- ごくせん THE MOVIE（コバルト文庫）
- 高校デビュー （コバルト文庫、原作：河原和音）
- 荒川アンダー ザ ブリッジ THE MOVIE（コバルト文庫、原作：中村光）
- 潔く柔く（コバルト文庫、原作：いくえみ綾）
- ストロボ・エッジ（集英社オレンジ文庫、原作：咲坂伊緒）
- 青空エール（集英社オレンジ文庫、原作：河原和音）
- 君と100回目の恋（集英社オレンジ文庫、原作：Chocolate Records）

テレビドラマノベライズ
- ハチミツとクローバー（集英社、原作：羽海野チカ）